# Paper Trail
Albums de T.I.
T.I. Vs T.I.P.
(2007) No Mercy
(2010)
Singles
1. Whatever You Like
Sortie : 29 juillet 2008
2. Swagga Like Us
Sortie : 6 septembre 2008
3. Live Your Life
Sortie : 15 octobre 2008
4. Dead and Gone
Sortie : 1er janvier 2009

Paper Trail est le sixième album studio de T.I., sorti le 30 septembre 2008 aux États-Unis.
La sortie de l'album a été plusieurs fois repoussée. Prévu pour le 12 août 2008 puis pour le 9 septembre 2008, il a finalement été publié le 30 septembre 2008. T.I. a travaillé sur ce nouvel opus alors qu'il était en résidence surveillée dans l'attente de la fin de son procès pour détention illégale d'armes. L'album est intitulé Paper Trail (« papier recyclé »), qui vient des paroles qu'il a écrites sur le papier.
Cet album s'est vendu à plus de 2 millions d'exemplaires aux États-Unis. C'est le plus gros succès du rappeur T.I. grâce, notamment, aux singles Whatever You Like, Live Your Life (avec Rihanna) et Dead and Gone (avec Justin Timberlake).
Paper Trail s'est classé 1er au Billboard 200, au Top R&B/Hip-Hop Albums, au Top Rap Albums et au Top Internet Albums et a été certifié double disque de platine par la Recording Industry Association of America (RIAA) le 26 août 2009.

## Liste des titres
| No  | Titre | Auteur | Contient un (des) sample(s) de                       | Durée |
| --- | --- | --- | ---------------------------------------------------- | ----- |
| 1.  | 56 Bars (Intro) (Produit par DJ Toomp)                                                                         | Clifford Harris, Aldrin Davis | Blue Suede Shoes de Carl Perkins                     | 3:02  |
| 2.  | I'm Illy (Produit par Chuck Diesel)                                                                            | Harris, Charles Spencer |                                                      | 4:06  |
| 3.  | Ready for Whatever (Produit par Drumma Boy)                                                                    | Harris, Christopher Gholson |                                                      | 5:12  |
| 4.  | On Top of the World (featuring B.o.B et Ludacris – Produit par Brandon « B » Rackley et James « Nard » Rosser) | Harris, Bernard Rosser, Brandon Rackley, Christopher Bridges, Bobby Simmons Jr.                                                            |                                                      | 5:00  |
| 5.  | Live Your Life (featuring Rihanna – Produit par Just Blaze et Makeba Riddick)                                  | Harris, Justin Smith, Makeba Riddick, Dan Bălan                                                                                            | Dragostea Din Tei d'O-Zone                           | 5:38  |
| 6.  | Whatever You Like (Produit par Jim Jonsin)                                                                     | Harris, James Scheffer, David Siegel | Redemption (Theme From Rocky II) de Bill Conti       | 4:09  |
| 7.  | No Matter What (Produit par Danja)                                                                             | Harris, Nathaniel Hills |                                                      | 5:15  |
| 8.  | My Life Your Entertainment (featuring Usher – Produit par Drumma Boy)                                          | Harris, Gholson, Kassim-Vonricco Washington                                                                                                |                                                      | 4:56  |
| 9.  | Porn Star (featuring Ricco Barrino – Produit par Lil C)                                                        | Harris, Cordale Quinn, Washington |                                                      | 3:31  |
| 10. | Swing Ya Rag (featuring Swizz Beatz – Produit par The Individualz et Swizz Beatz)                              | Harris, Kasseem Dean, Avery Chambliss, Joseph Alexander                                                                                    |                                                      | 3:18  |
| 11. | What Up, What's Haapnin' (Produit par Drumma Boy)                                                              | Harris, Gholson, Harvey Mason | Never Give You Up d'Harvey Mason                     | 5:01  |
| 12. | Every Chance I Get (Produit par DJ Toomp)                                                                      | Harris, Davis |                                                      | 4:49  |
| 13. | Swagga Like Us (featuring Jay-Z, Kanye West et Lil Wayne – Produit par Kanye West et Mike Caren)               | Harris, Kanye West, Shawn Carter, Dwayne Carter, Maya Arulpragasam, Nicolas Headon, Michael Jones, John Mellor, Wesley Pentz, Paul Simonon | Paper Planes de M.I.A. The Champ de Ghostface Killah | 5:27  |
| 14. | Slide Show (featuring John Legend – Produit par Blac Elvis)                                                    | Harris, Elvis Williams, Simmons |                                                      | 3:42  |
| 15. | You Ain't Missin' Nothing (Produit par DJ Toomp)                                                               | Harris, Gholson |                                                      | 5:10  |
| 16. | Dead and Gone (featuring Justin Timberlake – Produit par Justin Timberlake et Rob Knox)                        | Harris, Justin Timberlake, Robin Tadross                                                                                                   |                                                      | 4:59  |

| 17. | Collect Call (featuring Jason Weaver – Produit par Nard & B) | Harris, Rosser, Rackley  | Make It Last Forever de Keith Sweat | 4:38 |
| 18. | I Know You Missed Me (Produit par Two Band Geeks)            | Harris, Stoud E., Kim W. |                                     | 3:12 |